# Tjaša Stanko
Tjaša Stanko (født 5. November 1997 i Maribor, Slovenien) er en slovensk håndboldspiller, der spiller for slovenske RK Krim og Sloveniens kvindehåndboldlandshold.
Hun deltog ved EM i Sverige 2016, EM i  Frankrig 2018, EM i Danmark 2020 og VM i kvindehåndbold 2017 i Tyskland.
Hun blev kåret til den bedste ungdomsspiller i EHF Champions League 2017-18, af det European Handball Federation.